# Raidō
Cette page contient des caractères spéciaux ou non latins. S’ils s’affichent mal (▯, ?, etc.), consultez la page d’aide Unicode.
Raidō (variantes de transcription Raiþō, Raithō, Raidhō) est la cinquième rune du Futhark et de la famille de Fehu / Fraujaz / Freyr. Elle est précédée de Ansuz et suivie de Kaunan. Elle est nommée Rad en anglo-saxon et Reið en vieux norrois. Dans toutes ces langues, elles signifie « chevauchée, voyage ». Elle a donné, par exemple, reiten (monter à cheval) en allemand, rijden (chevaucher, voyager, se déplacer) en néerlandais, ride (voyage) en anglais ou encore rida (chevaucher) en suédois.
*Raiđō en est la forme proto-germanique, reconstituée d'après le nom de la lettre gotique 𐍂, raida et le vieux saxon rêda.
Son tracé semble directement provenir du R latin.
Cette rune notait à l'origine le son [r].

## Poèmes runiques
Les trois poèmes runiques décrivent cette rune :
| Poème runique | Traduction en français |
| --- | --- |
| Vieux norvégien ᚱ Ræið kveða rossom væsta; Reginn sló sværðet bæzta.                                                       | La chevauchée est, dit-on, le pire pour les chevaux ; Regin forgea la meilleure épée.                                                                |
| Vieux norrois ᚱ Reið er sitjandi sæla ok snúðig ferð ok jórs erfiði. iter ræsir.                                           | Chevaucher est une joie pour le cavalier et un voyage rapide est labeur du cheval.                                                                   |
| Anglo-saxon ᚱ Rad byþ on recyde rinca gehwylcum sefte ond swiþhwæt, ðamðe sitteþ on ufan meare mægenheardum ofer milpaþas. | Chevaucher dans son domaine est confortable pour tout guerrier et hardi pour celui assis sur le dos d’un puissant cheval au long des grandes routes. |